# Скални пчелни кошери
Скалните пчелни кошери (на унгарски: Kaptárkő) са конусовидни риолитни скални образувания вследствие на вулканична активност през Миоцена с изсечени трапецовидни ниши в района на планината Бюк (Bükk), Унгария.
Регистрирани са над 400 на територията на Унгария. Трапецовидните издълбавания в скалите са идентични с подобни обекти открити на територията на Северна Македония, България, Турция и Иран.
Съществуват разни теории и хипотези за произхода и предназначението на тези съоръжения:
- надгробни паметници или жертвоприносителни места на мигриралите келти;
- култови места (хуситки войни / османски турци);
- маджарски некрополи в паганските времена;
- хунски надгробни паметници;

Унгарските историци са възприели, че тези съоръжения са използвани за пчелни кошери в древността, но все още не са отговорили на въпроса от кого.
Местното население в района на Егер през вековете е дало различни наименования на скалните образувания – Скални пчелни кошери, Скални идоли, Слепи камъни, Дяволски кули, Дяволски камъни, Каменни дракони и др. Първият изследовател на обектите е Гюла Бартолош, който ги определя като надгробни паметници. По-късно Саб Андор дава наименованието „Kaptárkő“ – „кошери/кошерчета“.
Размерите на трапецовидните ниши в повечето случаи са 60 см. височина, 30 см. ширина и 25 – 30 см. дълбочина. При голяма част от нишите се наблюдава и рамка, което според някои изследователи е сигурен белег че нишите са имали капаци.
Най-голямата гъстота на разпространение на мегалитните паметници е в Североизточна Унгария в горите Бюкаля в близост до град Егер на територията на планината Бюк. Трапецовидни ниши са регистрирани по хълмовете на Буда, планините Вишеград и Пилис.
В началото на 1960-те години са правени археологически разкопки около някои от обектите в района на Szomolya, но не са открити конкретни данни за период, в който тези обекти могат да бъдат датирани.